# Moyenne Sido
Moyenne Sido ist eine Ortschaft in der Präfektur Ouham-Fafa im Norden der Zentralafrikanischen Republik. Sie ist die Hauptstadt der Unterpräfektur Sido.

## Lage und Verkehr
Moyenne Sido liegt direkt an der Grenze zum Tschad auf einer Höhe von etwa 390 m. Die Grenze wird durch den Fluss Sido markiert; auf der tschadischen Seite liegt der Nachbarort, der Sido, Nadili oder auch Nadélio genannt wird.
In Moyenne Sido endet die etwa 430 Kilometer lange Route Nationale 4, die in Damara unweit der Hauptstadt Bangui beginnt.

## Institutionen
In Moyenne Sido existiert ein Gesundheitszentrum, das von Ärzte ohne Grenzen betrieben wurde. Es gehört zum Krankenhaus von Kabo, einer Stadt, die 60 Kilometer südlich liegt.

## Bürgerkrieg
Um den Jahreswechsel 2012/2013 nahm die Rebellengruppe Séléka große Teile der Zentralafrikanischen Republik ein. Moyenne Sido wurde Ende Februar/Anfang März 2013 von selbsternannten Séléka-Mitgliedern erobert. Es wurden Gebäude geplündert und Vieh gestohlen.
Im Jahr 2014 war Moyenne Sido, wie große Teile des Nordens der Zentralafrikanischen Republik, unter der Kontrolle von Rebellen, wie der Mouvement patriotique pour la Centrafrique (MPC) oder der Front populaire pour la renaissance de la Centrafrique (FPRC). Diese Gruppen bauten eine Parallel-Verwaltung auf und kontrollierten den Personenfluss, indem sie Straßensperren errichteten, die nur nach Bezahlung von Steuern bzw. Abgaben passiert werden konnten. Die Grenze zum Tschad wurde am 11. Mai 2014 geschlossen.
Im April 2021 eroberten die Streitkräfte der Zentralafrikanischen Republik Moyenne Sido von der MPC zurück.